# 戀愛次貨
《戀愛次貨》(英文：Second Best)是W創作社於1999年至2000年期間在香港文化中心劇場公演的舞台劇，亦是該團第二齣作品，八場演出得到超過八成票房，成績不俗。「次貨」者，即無論外表、才能，甚至「戀愛品格」都堪稱次等之士。《戀愛次貨》是一個次貨男與次貨女的愛情喜劇。
宣傳文案形容此劇為「史上最賤100%地道愛情喜劇」，其中Cat對次貨男劉騰作為男朋友的要求：例如當她講「今日返工好辛苦」，身為男朋友就要條件反射的說「明日辭職吧，我養你！」儘管你根本冇樓冇積蓄；每個周末都想要出一個女朋友「唔覺辛苦但又好玩」的拍拖節目，但不可以是逛街、唱Ｋ、睇戲及食晚飯……這些愛情場面，都引發年青觀眾共鳴。
由於捕捉到當時年青人戀愛的心態，所以比起創團作《青春殘酷物語》，《戀愛次貨》的口碑較佳，而劉子騰飾演一個口賤但心地善良、花心但重情義的次貨男，入型入格，可謂現代港男的先驅！

## 背景
九十年代末，日劇《戀愛世紀》《悠長假期》在港非常流行，大家都非常投入劇集內那種都市愛情故事的氛圍，但問題是你不是木村拓哉，我又不是松隆子。明知自己的外貎、才能都只屬次等的普通貨色，就只能註定可以得到次等的愛？

## 故事大綱
故事圍繞「次貨男」劉騰、「次貨女」Winnie  及阿 Cat的跨世紀三角關係。劉騰跟 Winnie 拍拖大半年，一直耿耿於懷，因只欠那件事。
Winnie從來沒說「唔俾」，但地點總是藉口，於是促成今次聖誕東京之旅。劉騰計劃以日劇的浪漫氣氛令Winnie自動獻身，豈料兩人郤在東京宣布分手。
本來，對於身為戀愛次貨的劉騰和 Winnie 來說，分手然後復合是必然的事。但中途竟然殺入一個阿 Cat – 劉騰心目中的女神。正當這段三角關係處於膠著的情況，此時卻傳出一個驚人消息……

## 主要角色表
黃雪文飾 Cat

劉子騰飾劉騰

周家輝飾周家輝

楊穎儀飾 Winnie

## 演出歌曲
〈戀愛次貨〉(主題曲)
曲/編：曾偉賢｜詞：勞雙恩｜主唱：曾曉淇
〈次貨情歌〉(插曲)
曲/編：曾偉賢｜詞：勞雙恩｜主唱：劉子騰

## 出版紀錄
《戀愛次貨》推出了兩首歌曲及一首音樂〈可以愛我嗎？〉的CD Single

## 與《次貨》的關係
編導[[黃智龍原本只打算於2003年重演，但事隔三年後有感《戀愛次貨》的劇本已經不切合當時社會氣氛，於是將劇本修改。但由於大量角色及劇情改動，加上導演改為司徒慧焯，演員卡士又不大相同，發展下去變成全新作品《次貨》。

## 外部連結
W創作社官方網頁 （页面存档备份，存于）
W創作社Facebook 專頁 （页面存档备份，存于）
W創作社微博 （页面存档备份，存于）